# Lynn Hoffman
Lynn Hoffman (* 10. September 1924 in Paris; † 21. Dezember 2017) war eine US-amerikanische Sozialarbeiterin, Psychotherapeutin, Pionierin und zugleich Historikerin der Familientherapie. Ursprünglich arbeitete sie im Bereich Strategische Familientherapie. Heute gilt sie als prominente Proponentin der Postmodernen Psychotherapie. Hoffman arbeitete oft and intensiv mit Jay Haley zusammen und pflegte intensiven Austausch mit ihrer Kollegin Harlene Anderson aus Texas.

## Publikationen

### In englischer Sprache
- 1967: gemeinsam mit Jay Haley: Techniques of family therapy. Basic Books, New York 1967; Aronson, Northvale NJ 1994
- 1981: Foundations of Family Therapy: A Conceptual Framework for Systems Change.  Basic Books, New York
- 1985: Beyond power and control: Toward a "second order" family systems therapy. Family Systems Medicine. 3: 381–396
- 1987: gemeinsam mit Luigi Boscolo, Gianfranco Cecchin, Peggy Penn: Milan Systemic Family Therapy: Conversations in Theory and Practice. Basic Books
- 1990: Constructing Realities: An Art of Lenses. Family Process. 29 (1) 1–12
- 1991: A reflective stance for family therapists. Journal of Strategic and Systemic Therapies 10:4-17
- 1993: Exchanging Voices: A Collaborative Approach to Family Therapy. Karnac Books, London
- 2002: Family Therapy: An Intimate History. W.W. Norton & Co., New York

### In deutscher Sprache
- Grundlagen der Familientherapie. Konzepte für die Entwicklung von Systemen. Zweite Auflage. iskopress, Hamburg 1984. ISBN 3-921648-47-5
- Therapeutische Konversationen. Von Macht und Einflußnahme zur Zusammenarbeit in der Therapie – Die Entwicklung systemischer Praxis. Verlag Modernes Leben, Dortmund 1996, ISBN 978-3-8080-0336-7
- Diagnose – ein Desaster? Ein konstruktionistischer Trialog. Kenneth J. Gergen, Lynn Hoffmann und Harlene Anderson. Zeitschrift für Systemische Therapie 1997 (4): 224–241
- Vorwort. In: Sidney Rosen, Die Lehrgeschichten von Milton H. Erickson. iskopress, Salzhausen 2003, ISBN 978-3-89403-424-5